# 尼科洛·卡鲁奇
尼科洛·卡鲁奇（義大利語：Nicolò Carucci，2001年2月22日—），意大利男子赛艇运动员。他曾代表意大利参加捷克拉奇采举行的2022年世界赛艇锦标赛，获得男子四人双桨铜牌。